# بایه د سانتیبانیس
بایه د سانتیبانیس (به اسپانیایی: Valle de Santibáñez) یک شهرستان در اسپانیا است که در استان بورگس واقع شده‌است.

## خصوصیات
بایه د سانتیبانیس ۱۰۵ کیلومترمربع مساحت و ۵۷۲ نفر جمعیت دارد.